# Richard Ellington
Richard Ellington (Virginia Occidentale, 21 maggio 1914 – Fort Lauderdale, dicembre 1980) è stato uno scrittore e sceneggiatore statunitense.

## Biografia
Autore di soli cinque romanzi polizieschi hard boiled, Richard Duke Ellington si ritirò alle Isole Vergini Americane dove fece costruire e poi diresse un piccolo hotel situato presso Gallows Point, Cruz Bay.
I cinque polizieschi sono tutti ambientati a Manhattan ed hanno come protagonista il detective privato Steve Drake.
Per la televisione Ellington scrisse le sceneggiature per due episodi della serie Mike Hammer.
Attivo anche politicamente, Richard Ellington partecipò come rappresentante dell'isola di Saint John alla convention del Partito Repubblicano per le elezioni presidenziali del 1964.

## Opere

### Romanzi
- Shoot the Works, 1948
  - Ditemi tutto, Il Giallo Mondadori n. 74, 1949
- It's a Crime, 1948
  - È un delitto!, Il Giallo Mondadori n. 86, 1950
  - È un delitto!, I Classici del Giallo Mondadori n. 119, 1971
- Stone Cold Dead, 1951
  - Asso di fiori, Il Giallo Mondadori n. 124, 1951
- Exit for a Dame, 1951
- Just Killing Time, 1955
  - L'ora di uccidere, Il Giallo Mondadori n. 328, 1955

### Racconti
- Fan Club, aprile 1953
- The Ripper, agosto 1953
- Shadow Boxer, febbraio 1954
- Goodbay, Cora, 1976[5]

### Sceneggiature
- A Detective Tail, 1958
- Final Curtain, 1958